# موريس جونسون
موريس جونسون هو محامي وسياسي كندي، ولد في 17 يناير 1929. حزبياً، نشط في الحزب الكندي التقدمي المحافظ. وقد انتخب عضو مجلس العموم الكندي.